# Gens Sittia
La gens Sittia era una famiglia romana di origini sconosciute.

## Storia
Le notizie relative a questa famiglia provengono dagli autori antichi che si sono dedicati a descrivere la storia del personaggio più noto ad essa appartenente, quel Publio Sittio, indicato come nocerino, finanziere fallito, che prese parte alla Congiura di Catilina, e si schierò in Africa dalla parte di Gaio Giulio Cesare contro Pompeo e vittorioso divenne governatore della provincia sorta nella Numidia occidentale, nota come Africa Nova.
Nonostante la provincia non resistette alla morte di Publio Sittio, la sua famiglia si era ormai trasferita da quelle parti, tanto che nel I secolo la città di Cirta è ancora citata da Plinio il Vecchio come colonia Cirta Sittianorum.

## Attestazioni archeologiche dellagens
Alcuni Sittii sono attestati a Pompei, dove è noto un C. Calventius Quietus che adotta, dopo essere divenuto un membro degli augustali, C. Calventius Sittius Magnus.
Sono noti, poi, un P. Sittius Coniunctus, candidato al duumvirato, e un P. Sittius Diophantus, che ha esercitato la carica di augustale.
Dopo che Publio divenne governatore dell'Africa Nova, molti membri della sua famiglia si trasferirono in quel continente. In Numidia sono attestate diverse epigrafi che recano nomi della gens Sittia, quali quella di Quinto Sittio, prefetto delle colonie di Veneria Rusicada (oggi Skikda), e di Minerviae Chullu.
Tra le altre è degna di nota, infine, la lapide di una Sittia J. Honorata, morta a 10 anni e indicata come figlia di Publio Sittio.

## Personaggi illustri
- Publio Sittio, generale e mercenario romano;